# Route Adélie de Vitré
Route Adélie de Vitré er et fransk endagsløb i landevejscykling som arrangeres hvert år i marts/april. Løbet er blevet arrangeret siden 1996, for at erstatte Tour d'Armorique, der forsvandt i 1995. Løbet er af UCI klassificeret som 1.1 og er en del af UCI Europe Tour. 

## Vindere
| År   | Vinder              | Toer                 | Treer                |        |
| ---- | ------------------- | -------------------- | -------------------- | ------ |
| 1996 | Marc Bouillon       | Thierry Marie        | Sergej Ivanov        |        |
| 1997 | Nicolas Jalabert    | Cyril Saugrain       | Germano Pierdomenico |        |
| 1998 | Jaan Kirsipuu       | Paul Van Hyfte       | Pascal Lino          |        |
| 1999 | Torsten Schmidt     | Nicolas Vogondy      | Max van Heeswijk     |        |
| 2000 | Laurent Brochard    | Jan Bratkowski       | Oscar Cavagnis       |        |
| 2001 | Jaan Kirsipuu       | Stéphane Heulot      | Laurent Brochard     |        |
| 2002 | Marcus Ljungqvist   | Stéphane Heulot      | Laurent Brochard     |        |
| 2003 | Sébastien Joly      | Henk Vogels          | Laurent Brochard     |        |
| 2004 | Anthony Geslin      | Sergio Marinangeli   | Pierrick Fédrigo     |        |
| 2005 | Daniele Contrini    | Moisés Aldape        | Jérôme Pineau        |        |
| 2006 | Samuel Dumoulin     | Aitor Galdós         | Anthony Geslin       |        |
| 2007 | Rémi Pauriol        | Aleksandr Khatuntsev | Yann Huguet          |        |
| 2008 | Kevyn Ista          | Benoît Vaugrenard    | Jérémie Galland      |        |
| 2009 | Jérôme Coppel       | David Lelay          | Romain Feillu        |        |
| 2010 | Cyril Gautier       | Laurent Pichon       | Benoît Vaugrenard    |        |
| 2011 | Renaud Dion         | Gianni Meersman      | Steven Tronet        |        |
| 2012 | Roberto Ferrari     | Laurent Pichon       | Julien Simon         |        |
| 2013 | Alessandro Malaguti | Jawhen Hutarovitj    | Justin Jules         |        |
| 2014 | Bryan Coquard       | Julien Simon         | Benoît Jarrier       |        |
| 2015 | Romain Feillu       | Nacer Bouhanni       | Timothy Dupont       |        |
| 2016 | Bryan Coquard       | Clément Venturini    | Samuel Dumoulin      |        |
| 2017 | Laurent Pichon      | Cyril Gautier        | Julien Simon         |        |
| 2018 | Silvan Dillier      | Benoît Vaugrenard    | Justin Mottier       |        |
| 2019 | Marc Sarreau        | Bram Welten          | Clément Venturini    |        |
| 2020 | aflyst              | aflyst               | aflyst               | aflyst |
| 2021 | Arvid de Kleijn     | Emmanuel Morin       | Jason Tesson         |        |
| 2022 | Axel Zingle         | Dorian Godon         | Valentin Ferron      |        |
| 2023 | Fredrik Dversnes    | Kévin Vauquelin      | Louis Barré          |        |
| 2024 | Jenthe Biermans     | Sandy Dujardin       | Alexandre Delettre   |        |
| 2025 |                     |                      |                      |        |

### Tour d'Armorique
|      |          | Rytter                |          | Hold                  |
| ---- | -------- | --------------------- | -------- | --------------------- |
| 1995 |          | Ingen arrangement     |          |                       |
| 1994 | Frankrig | Emmanuel Magnien      | Frankrig | Castorama             |
| 1993 | Frankrig | Jean-Cyril Robin      | Frankrig | Castorama             |
| 1992 | Belgien  | Peter De Clercq       | Belgien  | Lotto-Mavic-MBK       |
| 1991 | Frankrig | Jérôme Simon          | Frankrig | Z                     |
| 1990 | Spanien  | Roberto Torres        | Spanien  | Lotus-Festina         |
| 1989 | Frankrig | Laurent Jalabert      | Frankrig | Toshiba               |
| 1988 | Danmark  | Søren Lilholt         | Belgien  | Sigma-Fina            |
| 1987 | Frankrig | Thierry Marie         | Frankrig | Système U             |
| 1986 | Schweiz  | Jörg Müller           | Frankrig | KAS                   |
| 1985 | Frankrig | Bruno Wojtinek        | Frankrig | Renault-Elf           |
| 1984 | Frankrig | Pascal Campion        | Frankrig | La Redoute-Motobécane |
| 1983 | Frankrig | Jean-Francois Chaurin | Frankrig | Sem-France Loire      |
| 1982 | Frankrig | Bernard Hinault       | Frankrig | Renault-Elf           |
| 1981 | Frankrig | Bernard Vallet        | Frankrig | La Redoute-Motobécane |
| 1980 | Frankrig | Patrick Friou         | Frankrig | Miko-Mercier-Vivagel  |